# Maxime Prévot

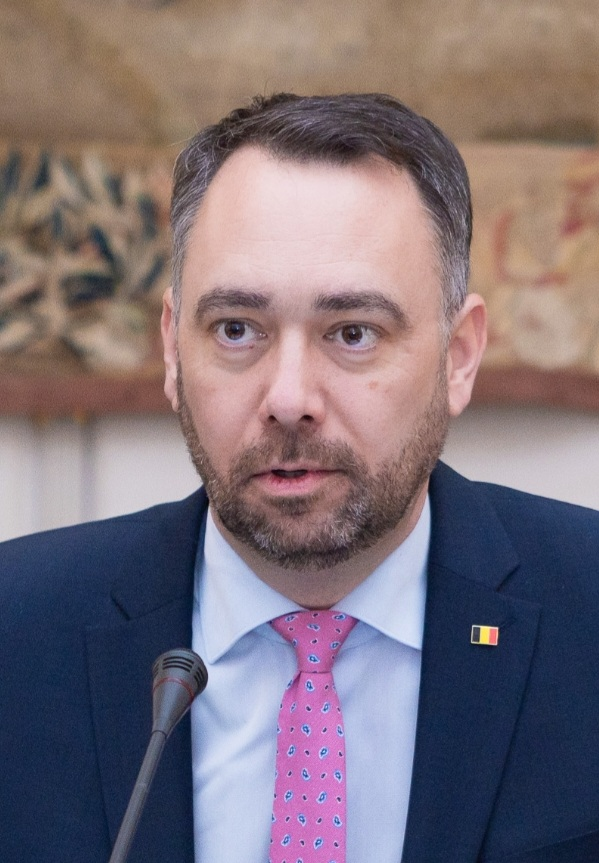
Maxime Prévot (2025)

Maxime Prévot (* 9. April 1978 in Mons) ist ein belgischer Politiker (Les Engagés, LE). Seit Februar 2025 ist er einer der fünf stellvertretenden Vizepremierminister Belgiens und Minister für Auswärtige Angelegenheiten, Europäische Angelegenheiten und Entwicklungszusammenarbeit. Von 2019 bis 2025 war er Präsident von Les Engagés.

## Werdegang
Prévot wurde in Mons geboren und wuchs in Namur auf. Er studierte Politikwissenschaft mit Schwerpunkt Public Affairs an der Université catholique de Louvain und schloss das Studium mit einem Master ab. Es folgte ein weiterer Master-Abschluss in Recht und Management der neuen Informations- und Kommunikationstechnologien an der Universität von Namur. Nach dem Studium war er zunächst bei PricewaterhouseCoopers und später bei IBM tätig.
2004 trat er der Centre Démocrate Humaniste (cdH, heute Les Engagés) bei und war bis 2006 politischer Direktor der Partei. Nach der Kommunalwahl 2006 wurde er Beigeordneter für sozialen Zusammenhalt, Wohnungswesen und Sport in Namur. Bei der Parlamentswahl 2007 zog Prévot in die Belgische Abgeordnetenkammer ein. Er verließ das Parlament 2009, nachdem er bei der wallonischen Parlamentswahl einen Sitz im Parlament der Wallonie erlangt hatte und dort den Vorsitz der cdH-Fraktion übernahm. Trotz Wiederwahl bei der Parlamentswahl 2010 trat er sein Mandat in der Abgeordnetenkammer nicht an, um sich auf die Arbeit im wallonischen Parlament zu konzentrieren.
Bei den Kommunalwahlen 2012 wurde Prévot zum Bürgermeister von Namur gewählt. Bei der wallonischen Parlamentswahl 2014 verteidigte er seinen Sitz im wallonischen Parlament und wurde im Juli 2014 Vizepräsident der wallonischen Regierung und wallonischer Minister für öffentliche Arbeiten, Gesundheit, Sozialwesen und Kulturerbe in der  Regierung von Paul Magnette. Er trat 2017 vom Ministeramt zurück, um sich auf die Wiederwahl als Bürgermeister Namurs zu konzentrieren, was ihm bei den Kommunalwahlen im Oktober 2018 auch gelang.
Im Januar 2019 wurde er als Nachfolger von Benoît Lutgen Präsident des cdH. Unter seiner Führung wurde die Partei nach dem schlechten Ergebnis bei der Parlamentswahl 2019 umgestaltet und 2022 in Les Engagés umbenannt. Nach dem guten Ergebnis bei der Parlamentswahl 2024, bei der Prévot in das Abgeordnetenhaus gewählt wurde, bildete LE Anfang 2025 mit vier weiteren Parteien unter der Führung von Bart De Wever (Nieuw-Vlaamse Alliantie, N-VA) die neue Regierungskoalition. Prévot wurde am 3. Februar 2025 in der Regierung De Wever zu einem der fünf Vizepremierminister und zum Minister für Minister für Auswärtige Angelegenheiten, Europäische Angelegenheiten und Entwicklungszusammenarbeit ernannt. Zugleich trat er von seinem Amt als Bürgermeister von Namur und als Präsident von LE zurück.